# Chinesische Nationalspiele 1965/Badminton
Bei den Chinesischen Nationalspielen 1965 wurden vom 11. bis zum 28. September
1965 in Peking im Badminton fünf Einzel- und zwei Teamwettbewerbe ausgetragen.

## Sieger und Finalisten
| Disziplin    | Gold                      | Silber                     |
| ------------ | ------------------------- | -------------------------- |
| Herreneinzel | Tang Xianhu               | Fang Kaixiang              |
| Dameneinzel  | Chen Yuniang              | Liang Xiaomu               |
| Herrendoppel | Lin Jiancheng Wu Junsheng | Fang Kaixiang Hou Jiachang |
| Damendoppel  | Chen Yuniang Lin Jianying | Chen Jiayan Chen Lijuan    |
| Mixed        |                           |                            |
| Herrenteam   | Fujian                    | Guangdong                  |
| Damenteam    | Hubei                     | Guangdong                  |